# Ablabesmyia rasha
Ablabesmyia rasha es una especie de insecto díptero del género Ablabesmyia, familia Chironomidae.

Fue descrito por primera vez en 1971 por Roback. 

## Distribución
Se distribuye por Nuevo Hampshire.